# Asjha Jones
Asjha Takera Jones (Piscataway, 1 augustus 1980) is een voormalig Amerikaans basketbalspeelster. Zij won met het Amerikaans basketbalteam de gouden medaille tijdens de Olympische Zomerspelen 2012. Ook won ze met het nationale team in 2010 het Wereldkampioenschap basketbal.
Jones speelde voor het team van de Universiteit van Connecticut, voordat zij in 2002 haar WNBA-debuut maakte bij de Washington Mystics. In totaal heeft ze 12 seizoenen in de WNBA gespeeld.
Tijdens de Olympische Zomerspelen 2012 in Londen won ze voor het eerst olympisch goud door Frankrijk te verslaan in de finale. In totaal speelde ze 7 wedstrijden tijdens de Olympische Spelen en wist alle wedstrijden te winnen.
Buiten de WNBA seizoenen speelde ze in Europa. Na haar carrière als speler ging ze aan de slag als basketbalcoach. In 2019 werd ze de eerste persoon die zowel een WNBA kampioenschap won als speler en als coach.
1 Shae Kelley · 
3 Kalana Greene · 
13 Lindsay Whalen · 
14 Devereaux Peters · 
15 Asjha Jones · 
20 Tricia Liston · 
21 Renee Montgomery · 
23 Maya Moore · 
32 Rebekkah Brunson · 
33 Seimone Augustus · 
34 Sylvia Fowles · 
51 Anna Cruz · 
Coach Cheryl Reeve